# Philodendron teretipes
Philodendron teretipes là một loài thực vật có hoa trong họ Ráy (Araceae). Loài này được Sprague miêu tả khoa học đầu tiên năm 1916.